# Jennifer Pappas
Jennifer Pappas (Canadá, 13 de octubre de 1995), es una actriz y bailarina canadiense conocida por interpretar a Chloe en la serie The Next Step.

## Biografía
Pappas nació en Canadá el 13 de octubre de 1995. De 2013 hasta 2016 coprotagoniza la serie The Next Step interpretando a Chloe. En 2015 aparece en el documental The Next Step Live: The Movie.

## Filmografía

### Televisión
- The Next Step (2013-2025)

### Películas
- The Next Step Live: The Movie (2015)